# 아슬르 탄도안
아슬르 탄도안(튀르키예어: Aslı Tandoğan, 1979년 4월 2일 ~ )은 터키의 배우, 하프 연주자이다. 드라마 《무흐테솀 유즈이을: 쾨셈》의 게브헤르한 술탄 역으로 유명하다.